# Mon (símbolo)
Mon (紋) (plural mon), também monshō (紋章), mondokoro (紋所), e kamon (家紋) são os símbolos heráldicos japoneses ou emblemas dos clãs (família). No campo de batalha, o mon serviu para para classificar os clãs (família) e região do exército e eram pintados no sashimono.

Kamon imperial japonês — um crisântemo desbrochado.

Kamon do primero-ministro japonês — uma paulownia.

No período Edo  o  haori (羽織, Casaco formal), popularizou-se como um vestuário oficial, usados em ocasiões formais. A padronização do haori levou à formalização final com a fixação de emblemas familiares. O mon era fixado normalmente na parte posterior e anterior dos ombros e abaixo da gola, nas costas. Tanto os daimyos, xoguns e a Corte Imperial passaram a conceder os símbolos para certas famílias.
A popularidade dos emblemas diminuiu com o fim do sistema feudal, especialmente depois da Restauração Meiji, em 1868. Após a criação da nova Constituição, as pessoas se tornaram mais interessadas em realizações individuais do que manter o controle de sua linhagem.
Com a abertura do Japão ao mundo ocidental várias pessoas começaram a usar esses símbolos para representarem suas empresas. Atualmente as empresas tentam agregar o uso do mon com conceituadas técnicas de marketing de forma a serem facilmente identificadas pela sociedade, mantendo então uma proximidade com o público-alvo, onde pode ser citado o uso do kamon utilizado pela Japan Airlines da década de 1950 até 2008 o qual ficou conhecido como tsuru-maru e que segundo a própria empresa o objetivo era fazer uso de um símbolo fortemente japonês. Uma variação do kamon de três castanhas de água é usado para o conglomerado japonês Mitsubishi.